# Centro Nacional de Artes Tradicionales

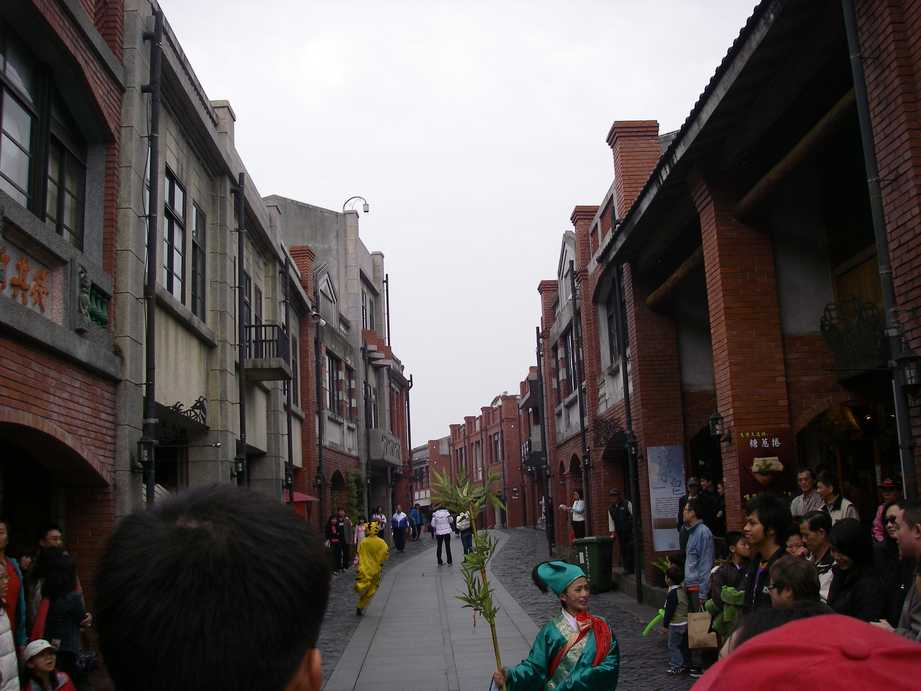
Calle restaurada de Taiwán contemporáneo en el Centro Nacional de Artes Tradicionales.

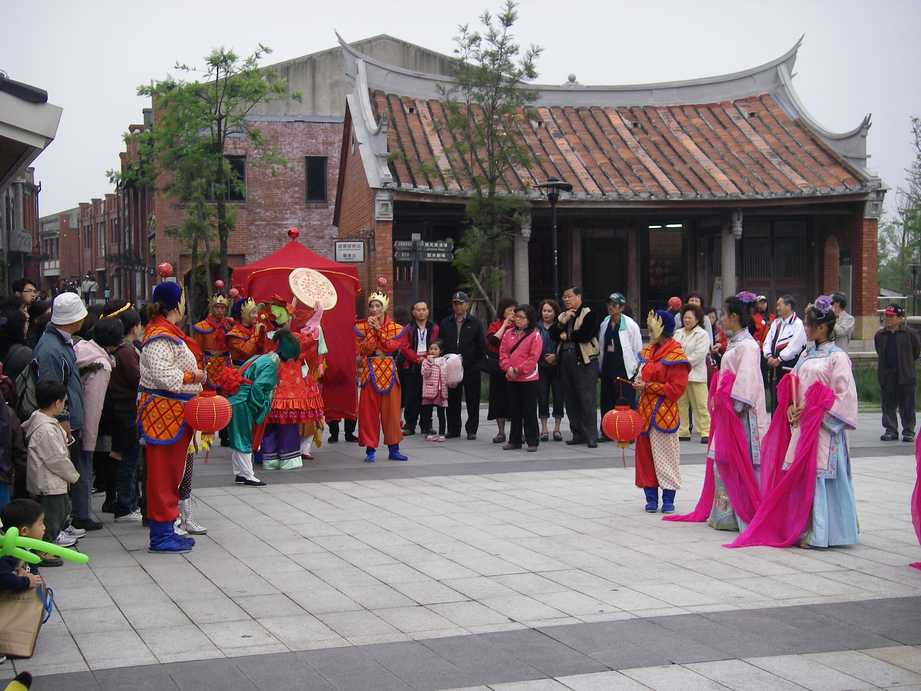
La representación de la Ópera Taiwanesa de estudiantes en el Centro Nacional de Artes Tradicionales.

El Centro Nacional de Artes Tradicionales está situado por la orilla del río Dongshan de Wujie en Yilan, Taiwán. El área del centro es 24 hectáreas. Los objetivos del centro son la planificación global, el apoyo de las investigaciones relacionadas, la promoción, la enseñanza, y también la redefinición, la renovación, la conservación, y el desarrollo de los artes tradicionales. El centro se hace una de las atracciones turísticas más importantes en Yilan.